# Légtisztító növények
A légtisztító növények alább olvasható listáját a NASA szakértői állították össze a NASA Clean Air Study tanulmány keretében, és szerintük ezek lehetnek a leginkább alkalmas növények egy űrhajó levegőjének tisztítására. Ezek a növények, amellett, hogy megkötik a szén-dioxidot és oxigént termelnek, jelentős mennyiségű benzolt, formaldehidet, illetve triklóretilént tudnak kiszűrni a levegőből.
- Borostyán (repkény) (Hedera helix)
- Zöldike (csokrosinda, Chlorophytum comosum)
- Hegyescsúcsú futóka, vagy Szobai futóka, Szcindapszusz (Epipremnum aureum)
- Vitorlavirág (Spathiphyllum 'Mauna Loa')
- Rákvirág (Aglaonema modestum)
- Bambusz- vagy gyompálma (Chamaedorea sefritzii)
- Anyósnyelv (Sansevieria trifasciata 'Laurentii')
- Kúszó filodendron (Philodendron oxycardium, szin. Philodendron cordatum)
- Filodendron (Philodendron bipinnatifidum, szin. Philodendron selloum)
- Elefántfül filodendron (Philodendron domesticum)
- Tarka sárkányfa (Dracaena marginata)
- Illatos sárkányfa (Dracaena fragans 'Massangeana')
- „Janet Craig” sávos sárkányfa (Dracaena deremensis 'Janet Craig')
- „Warneckii” sávos sárkányfa (Dracaena deremensis 'Warneckii')
- Csüngőágú vagy kislevelű fikusz (Ficus benjamina)
- Gerbera (Gerbera jamesonii)
- Krizantém (Chrysanthemum x morifolium)
- Szobafikusz (Ficus elastica)

A listán szereplő növények többségének természetes élőhelye a trópusi vagy szubtrópusi környezet. További előnyük, hogy kevés napfény mellett is jól fejlődnek, és leveleik képesek mesterséges fény hatására is fotoszintetizálni.
A NASA 15-18 jól fejlett szobanövény alkalmazását ajánlja 15-20 cm átmérőjű edényekben kb. 167 m² lakóterületre. Fontos a levegővel érintkező  talaj felszíne is, ugyanis a talajban lévő mikroorganizmusok is részt vesznek a levegőben található mérgező anyagok kiszűrésében.